# Il coltello
Il coltello (Kniv) è un romanzo dello scrittore norvegese Jo Nesbo e penultimo dei libri della saga dedicata all'agente di polizia Harry Hole.

## Trama
Harry Hole ha ricominciato a bere ed è stato cacciato di casa da sua moglie Rakel. Di recente gli vengono affidati solo casi minori nonostante all'anticrimine di Oslo le sue capacità investigative siano ben note. Tutto cambia quando una mattina si sveglia ricoperto di sangue senza ricordare cosa sia avvenuto la sera precedente e, poco tempo dopo scopre che quella notte era avvenuto un omicidio.

## Ambientazione
Il libro è ambientato a Oslo e dintorni.